# Аліда Боссгардт
Аліда Маргарета Боссгардт (нід. Alida Margaretha Bosshardt; нар. 8 червня 1913, Утрехт, Нідерланди — пом. 25 червня 2007, Амстердам, Нідерланди), більш відома як майор Боссгардт (з 1968 року мала звання підполковника), — офіцер Армії спасіння, відомий представник цієї християнської організації у Нідерландах.
Дама (1966) та Офіцер (1985) ордену Оранських-Нассау. Праведниця світу (2004). У 2009 році була визнана найвизначнішою мешканкою міста Амстердам усіх часів.

## Біографія

### Сім'я та ранні роки
Народилася 8 червня 1913 року у будинку № 44 на вулиці Нахтегалстрат в Утрехті, у квартирі над бакалійною крамницею, що належала її батькам. Її назвали на честь бабусі по материнській лінії, Аліди Маргарети Тілінг-Вюрен. Крім неї, у батьків був старший син Генк (1910—1990). 3 серпня 1913 року Аліду Маргарету хрестили в церкві Гертекерк.
Боссгардти були старовинним протестантським родом. Наприкінці XVIII століття до Нідерландів зі Швейцарії прибув перший відомий представник цього роду — Ганс Генріх Боссгардт, який одружився з місцевою уродженкою Марією Батенбург. Згодом його прізвище набуло спотвореної форми Босхгерт, але 19 липня 1844 року, рішенням окружного суду в Утрехті, Боссгардти офіційно повернули своєму прізвищу первісну форму. Дідусь і бабуся Аліди по батьківській лінії, Генрік Антоні Боссгардт (1838—1895) і Марретьє, уроджена Баргер, (1844—1897) мали вісім дітей. Троє з них присвятили своє життя місіонерській діяльності. Тітка Аліди, Евердіна заснувала в Єгипетському хедиваті сирітський притулок під патронажем Американської християнської місії та померла там від холери у 1902 році. Дядько Герард став місіонером Моравської церкви та помер від жовтої гарячки в Парамарибо. Інша тітка Марія очолювала низку місіонерських шкіл на Яві та померла під час японської окупації Індонезії в концентраційному таборі у 1945 році.
Батько Аліди, Ламбертус Боссгардт (27.09.1885 — 10.05.1945), народився у сім'ї власника складу трикотажних виробів та матеріалів на Твейнстрат в Утрехті. Він прагнув стати церковним служителем або місіонером, але через передчасну смерть батьків не зміг здобути хорошу освіту. Його духовний пошук завершився 1925 року переходом у католицизм. Мати Аліди, Вільгельміна Дейвертьє, уроджена Тілінг, (30.05.1881 — 25.10.1955) також походила з протестантського роду, представники якого були членами Нідерландської реформатської церкви. Вона була дипломованим учителем. Батьки Аліди одружилися 14 липня 1909 року. З початком Першої світової війни у 1914 році її батька мобілізували, турботи про сімейний магазин лягли на плечі матері. Повернувшись з війни, батько продав бакалійну крамницю та став представником фірми, яка торгувала кавою, чаєм, пивом і кондитерськими виробами. Після цього він залишив заняття торгівлею та став міським репортером «Курантів Утрехта», де вів музичну та церковну колонки.
У 1919 році Аліда вступила до державної школи для дівчаток на вулиці Пітерскергоф в Утрехті. Коли Боссгардти переїхали до Дрибергена, певний час вона з братом навчалися в сільській школі на вулиці Вільгельмінастрат. У грудні 1921 року родина повернулася до Утрехту та оселилися в районі Ондіп. Боссгардти проживали в будинках на вулицях Ворстрат, Ван-Гумболдтстрат, Адріан-Беєркаде та Янскергоф. Рідні називали Аліду «Зус», що означає «сестричка». Останньою школою, де вона закінчила восьмий клас, була державна початкова школа на вулиці Гамбургерстрат в Утрехті. Генк продовжив освіту в старшій середній школі, а Аліда почала допомагати матері в домашніх справах, півдня працюючи в магазині тканин й одягу. Як згадувала про це вона сама: «Я заробляла даальдер на тиждень, з якого не могла витратити на себе жодної копійки». Аліда хотіла стати медсестрою, але їй відмовили у вступі на курси медсестер через проблеми зі здоров'ям.

### Член Армії спасіння

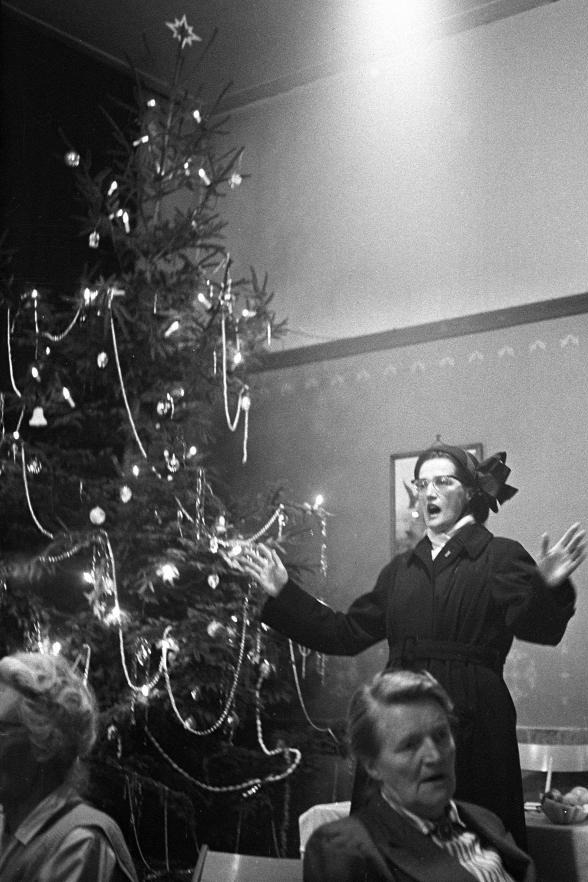
Майор Боссгардт співає колядки у день Різдва Христового на зустрічі у благодійному центрі Армії спасіння в Амстердамі (1959). Автор фотографії: Інес ван Тхоф.

У будинку Боссгардтів жив кузен, на ім'я Ян Пеннінгс, син місіонера, який помер в окрузі Лебак на острові Ява. Він був старший за Аліду на п'ятнадцять років і дружив з дівчиною на ім'я Віл Діллен. Віл служила солдатом в Армії спасіння у Першому корпусі Утрехта на вулиці Вейстрат (нині вулиця Монсеньєр-Ван-Ветеринстрат). Аліда познайомилася з нею у 1930 році. Дівчина запросила її відвідати пост милосердя, відкритий Армією спасіння на вулиці Ланзі Ньювстрат. До цього благодійного центру за їжею та одягом щодня зверталися незаможні жителі міста. Аліда прийняла запрошення, і з 1930 року разом з матір'ю регулярно підтримувала милосердне служіння на цьому посту. Згодом вона вирішила приєднатися до цієї християнської організації. Батьки погодились із рішенням доньки не відразу. У 1933 році Аліда стала солдатом спасіння у Першому корпусі Утрехта, який у той час знаходився під керівництвом сержанта ван Амеронгена.
Незабаром її перевели до корпусу, у віданні якого були пост милосердя та дитячий притулок, у якому Аліда проходила своє служіння. Вона вирішила стати офіцером спасіння та розпочала відповідну підготовку. 12 листопада 1934 року курсант Боссгардт приступила до служіння у дитячій школі імені Вільяма Бута в Амстелвені, якою керував сержант Бікгейс. Через кілька днів в Амстердамі в церкві Парккерк, у присутності полковника Боува Власа (найвищого офіцера Армії спасіння у Нідерландах), Аліда принесла присягу. Її навчання тривало вісім місяців. 9 липня 1935 року у Консертгебау в Амстердамі курсант Боссгардт отримала звання кадетського лейтенанта. На церемонії були присутні батьки Аліди. Для проходження подальшої служби її направили у Другий корпус Роттердама на вулиці Бетгемстрат; цим армійським корпусом тоді керував ад'ютант Еггер. Потім Аліда переїхала до будинку на вулиці Вейвергофстрат. Через пів року її перевели на пост милосердя на вулиці Сікаде під керівництвом капітана Вансінк.
У 1936 році лейтенант Боссгардт отримала призначення на несення соціальної служби в Армії спасіння. Місцями, де проходило служіння Аліди, були пост милосердя на острові Рапенбюрг в Амстердамі та дитячий притулок «Сонячний куточок», яким керував ад'ютант Ойєн. Будівля притулку була розташована у центрі єврейського кварталу Амстердама. У ньому знаходилися діти з неблагополучних сімей та надавалася допомога майже ста дітям та сорока матерям. Напередодні Другої світової війни 14 липня 1938 року Боссгардт отримала звання капітана. Після нацистської окупації Нідерландів дитячий притулок «Сонячний куточок» став укривати дітей євреїв, рятуючи їх від депортації до концентраційних таборів. Деяких дітей розміщували у притулку, інших переправляли в безпечні місця. У їхньому порятунку Аліда брала безпосередню участь. 22 березня 1941 року окупаційна адміністрація заборонила діяльність Армії спасіння. У 1942 році притулок довелося евакуювати. Дітей розмістили у кількох невеликих будинках на вулиці Резедастрат. Коли у липні 1943 року північ Амстердама почала бомбити авіація союзників, Боссгардт з дітьми перебралася в Гілверсум. Вони переходили з одного притулку до іншого в районі Гой, у провінції Північна Голландія. Під час голоду, що почався взимку, Аліда заходила у численні сільські будинки у пошуках їжі для дітей. У серпні 2004 року держава Ізраїль нагородила її почесним звання праведниці світу за порятунок сімдесяти дітей євреїв під час голокосту в Нідерландах.
У 1945 році капітан Боссгардт хотіла подати у відставку через смерть батька, щоб піклуватися про матір. Але мати не забажала, щоб донька припиняла своє служіння та переїхала до одного з будинків для літніх людей, який знаходився під керівництвом Армії спасіння. Після війни Аліда поновила свої обов'язки у штабі Армії спасіння на Прінс-Гендрікаді в Департаменті соціальної роботи. Певний час вона займалася пошуками врятованих дітей і поверненням їх до батьків чи опікунів. У 1946 році її підвищили до помічника, у 1948 році — до старшого капітана. Вона отримала від командора Дюрмана, територіального керівника Армії спасіння з 1945 до 1950 рік, доручення організувати роботу Федерації доброї волі в Нідерландах. Асоціація доброї волі з'явилася у Великій Британії у 1930-х роках, коли журналіст, на прізвище Редвуд, закликав громадськість надати допомогу під час паводка на Темзі у 1928 році. На його заклик відгукнулися члени Армії спасіння, які разом із волонтерами взяли активну участь у наданні допомоги постраждалим від повені. Девізом Асоціації доброї волі стали слова: «Даю тобі те, що маю сам».

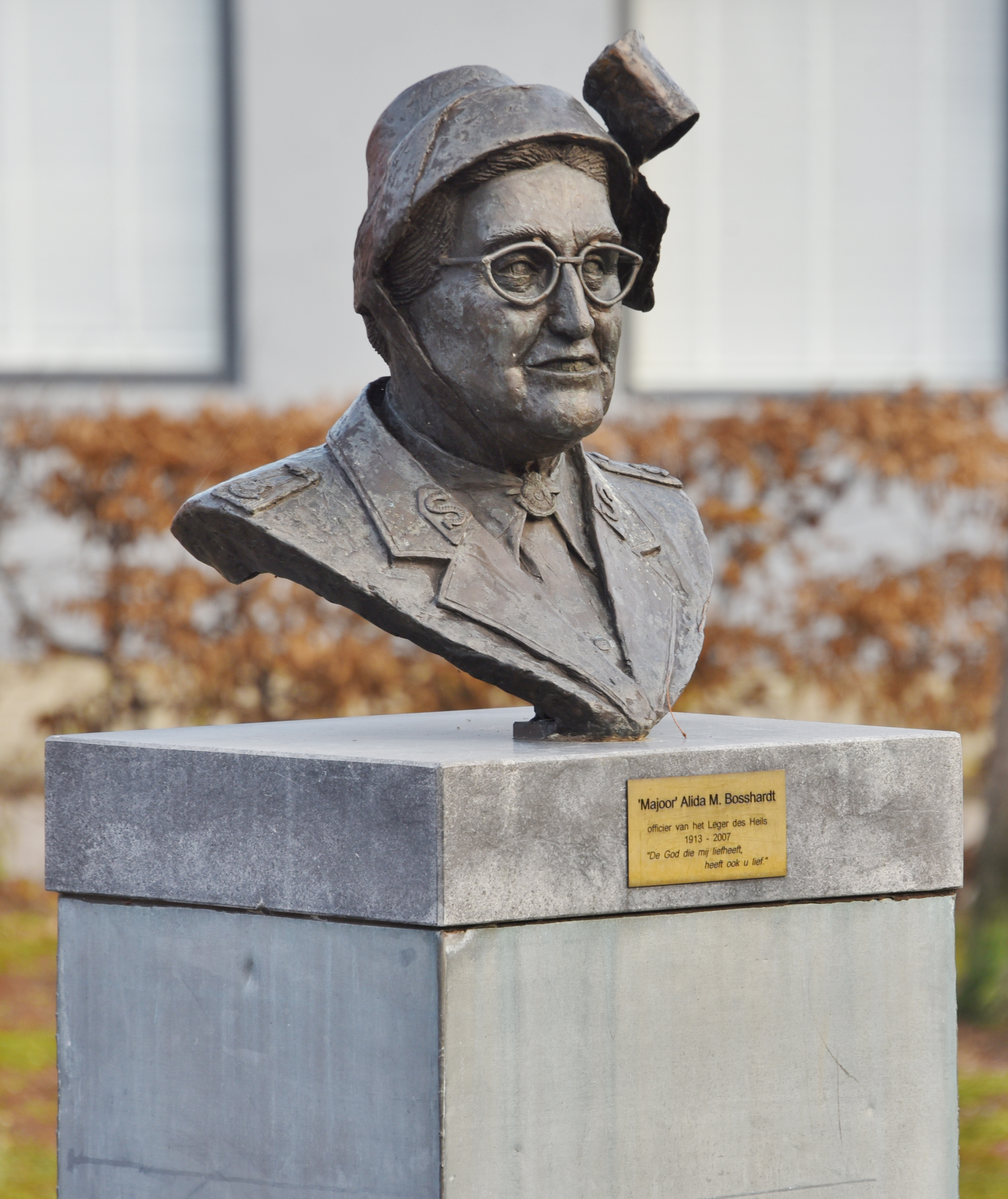
Бюст майора Боссгардт у Тернезені скульптора Ганса Дінгеманса. На постаменті напис: «Майор Аліда М. Боссгардт, офіцер Армії спасіння, 1913—2007 роки. „Бог, який любить мене, любить і вас“». Погруддя встановлено 9 травня 2009 року мером міста.

Національна Федерація доброї волі у Нідерландах мала єдиний центр у будинку № 14 на Аудезейді Ворбюргвал в Амстердамі. Капітан Боссгардт розпочала роботу в ній 8 жовтня 1948 року. Вона почала щодня поширювати журнал Армії спасіння «Бойовий клич» у Де Валлен, найбільшому кварталі червоних ліхтарів в Амстердамі, разом із милом, супом і добрим словом. Наприкінці листопада Аліда записала у своєму щоденнику: «Ця робота породила щось нове у всіх нас і тих, хто зустрічається з нами. Пробудила любов до втрачених. Дрейфуємо крізь кригу! Тут, у цих кварталах „Похмурого Амстердаму“, саме тут є місце для Армії спасіння з посланням від Ісуса. Тут широке поле для наших жнив».
У 1948 році капітан Боссгардт організувала перше святкування Різдва Христового з жінками, які займалися проституцією. Своє ставлення до того, чим вона займалася, Аліда схарактеризувала в щоденнику таким чином: «Чи я маю думати, що борюся з повіями? Ніколи! Мій обов'язок тримати простягнуту руку допомоги цим жінкам, так, щоб вони захотіли за неї схопитися, вони могли це зробити. Ми приймаємо цих жінок такими, якими вони є». У 1961 році вона опублікувала дослідження «Соціальна робота серед жінок, які займаються проституцією».
Боссгардт співпрацювала з добровольцями, які підтримували її роботу, насамперед із соціальними працівниками та церковними діячами. Спочатку служіння Армії спасіння проводились у неділю вранці в кімнаті на вулиці Аудезейдс-Армстег. Наприкінці 1951 року Боссгардт змогла орендувати будинок Левенбюрг на вулиці Аудезейдс-Ворбюргвал в Асоціації Гендріка де Кейзера. На той час їм був доступний лише перший поверх. Аліді доводилося спати в кімнаті, куди по допомогу до неї зверталися повії та наркомани. У 1955 році Федерація змогла орендувати весь перший поверх. У 1959 році Боссгардт вперше з'явилася на нідерландському телебаченні в програмі Берт Гартхофф «Не схожі на нас». У 1965 році її сфотографували разом з принцесою Беатрікс під час благодійної роботи в районі червоних ліхтарів, після чого її соціальна діяльність привернула до себе велику увагу.
У 1978 році підполковника Боссгардт відправили в запас. Але навіть після виходу на пенсію вона залишалася вірною Армії спасіння та часто виступала на нідерландському телебаченні, розповідаючи про роботу організації. Аліда брала участь у записі телевізійної програми «Вілла Фелдергофа». Після інсульту Боссгардт перестала поширювати журнал Армії спасіння «Бойовий клич», але аж до 2005 року виступала з лекціями, відвідувала хворих, виступала на конгресах і під час церковних служб, з'являлася на телебаченні.
Більшу частину свого життя вона провела серед людей, які вели активне сексуальне життя, при цьому сама Аліда залишалася незайманою. Як зізналася Боссгардт, чоловіки, які закохувалися в неї, були одружені, а її романтичні почуття до жінки не могли бути реалізовані через релігійні переконання, оскільки гомосексуальні відносини заборонені для членів Армії спасіння. Сама Боссгард, заперечуючи подібні стосунки для себе, толерантно ставилася до гомосексуальних людей. Вона говорила, що якщо ці люди тільки так можуть бути щасливими, то нехай будуть щасливими. Девізом її життя були слова: «Всі рівні перед Богом і для мене».

### Смерть і пам'ять
Боссгардт померла 25 червня 2007 року. Вона заповідала поховати себе у спільній могилі офіцерів Армії спасіння на Новому Східному цвинтарі в Амстердамі. Її прохання задовольнили. У суботу 30 червня 2007 року, після прощального служіння в церкві Кенінгскерк, у районі Вотерграфсмір, тіло майора Боссгардт з почестями поховали на цвинтарі.
7 червня 2013 року майору Боссгардт встановили пам'ятник на вулиці Аудезейдс-Ворбюргвал в Амстердамі, поряд з мостом, який назвали на її честь. У 2006 році заснували премію імені Майора Боссгардт. 13 листопада 2009 року нідерландська газета «Телеграф» повідомила, що її обрали найвизначнішою мешканкою міста Амстердам усіх часів, згідно з опитуванням громадської думки, організованим періодичним виданням і відділом досліджень та статистики Амстердамського муніципалітету.

## Нагороди
- Медаль Праведниці світу (№ 10178) від Держави Ізраїль за порятунок дітей євреїв під час Другої світової війни (2004)[17];
- Офіцер ордена Ораньє-Нассау (1985)[4];
- Нагорода Юманіте (1977)[25];
- Срібна почесна медаль міста Амстердам (1975)[24];
- Дама ордену Ораньє-Нассау (1966)[24];
- Орден засновника (за відмінну службу в Армії спасіння) (1962)[24].